# Uitsmijter (beroep)

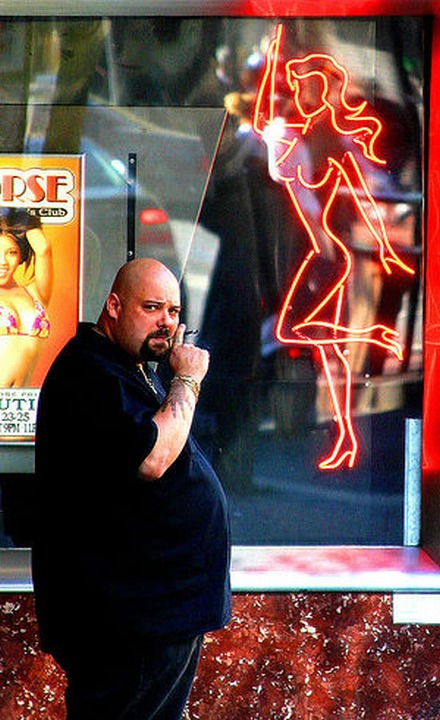
Een uitsmijter aan het werk bij een stripclub

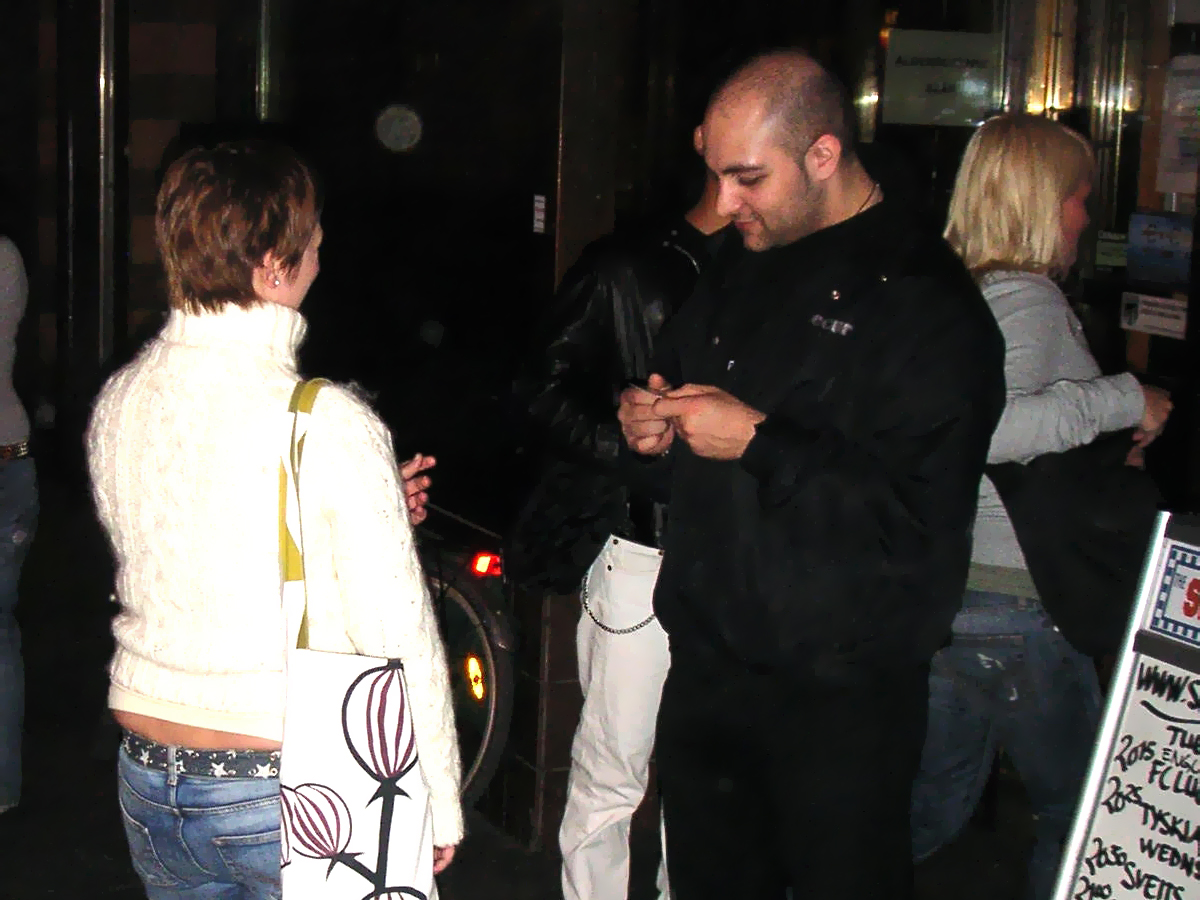
Een portier bij een bar in Oslo

Een uitsmijter of in het Vlaams buitenwipper is een portier van een uitgaansgelegenheid (nachtclub, discotheek enz).
Het is zijn taak om ongewenste personen buiten te houden. Het gaat dan meestal om minderjarigen, personen die reeds dronken zijn en personen die zich bij een eerder bezoek ongewenst gedragen hebben. Soms moet hij bezoekers met geweld uit de gelegenheid verwijderen omdat ze zich misdragen — vandaar de naam.
Een portier kan worden gezien als gastheer, bemiddelaar en probleemoplosser en is tevens het visitekaartje van een horecagelegenheid. Hij is onder andere belast met het toezien op binnenkomende bezoekers, het weren van drugs en wapens en het beleid aan de deur van de horecagelegenheid. Hij kan personen de toegang weigeren tot het gebouw of een feest. Sommige portiers zullen bezoekers fouilleren alvorens ze binnen te laten, om te voorkomen dat harddrugs of wapens mee naar binnen worden genomen.
Een andere taak van een portier is het (tijdig) signaleren en op gepaste wijze verwijderen van ongewenste bezoekers in overeenstemming met de beleidsrichtlijnen van een (horeca)organisatie. Ook houden portiers toezicht door het lopen van controlerondes en probeert men de situatie binnen zo veilig mogelijk te houden of te maken voor de bezoekers. In het geval van vechtpartijen of andere calamiteiten grijpt een portier in en zal hij proberen mogelijke overtreders buiten de deur te zetten, al dan niet in directe samenwerking met de politie. Afhankelijk van de gemeentegrenzen waar een horecagelegenheid gevestigd is, wordt er soms opgetreden in het publieke domein.
Hoewel hij dus feitelijk een beveiliger is, staat het beroep niet altijd in even goed aanzien, aangezien in bepaalde – minder gunstige – gelegenheden soms gewelddadige typen worden aangetrokken. Velen kennen de horecaportier als een "kleerkast" aan de deur van een kroeg of discotheek, met over het algemeen een wat nors imago. Een ander gerucht dat het beroep wel achtervolgt is dat in sommige gelegenheden op huidskleur gediscrimineerd zou worden, dan wel dat er willekeur zou worden gehanteerd. De portierswereld is de laatste jaren echter een stuk professioneler geworden. In Nederland bijvoorbeeld moeten horecaportiers nu in bezit zijn van een diploma.

## Nederland
Sinds de invoering van de Wet Particuliere Beveiligingsbedrijven en Recherchebureaus (WPBR) in Nederland in april 1999 mag niet zomaar iedereen meer portier worden of dergelijke werkzaamheden uitoefenen. Portiers moeten nu in het bezit zijn van het op naam gestelde SVH Diploma Horecaportier, dat wordt afgegeven door de Stichting Vakbekwaamheid Horeca (SVH).

### Opleiding
De opleiding voor horecaportiers is gericht op de praktische taakuitvoering vanuit standaardprocedures. De horecaportier wordt vertrouwd gemaakt met het controleren van personen en goederen, het preventief en repressief optreden, het signaleren van onregelmatigheden, het alarmeren van personen en instanties, het rapporteren, werken met hulpmiddelen (denk aan een portofoon of metaaldetector en het optreden bij calamiteiten. Ook moet een horecaportier kunnen om gaan met emotionele situaties en zich bewust zijn van de effecten van zijn eigen gedrag. Tot slot moet een portier gedegen kennis hebben van de voor de uitoefening van zijn beroep belangrijke wet- en regelgeving. Al deze kennis kan worden aangetoond door als aspirant-portier een examen af te leggen. Hierbij worden de onderstaande onderwerpen met een theorie-examen getoetst:
- Arbeidsomstandigheden van de horecaportier
- Veiligheidspreventie
- Rechts- en wetskennis
- Alcoholmisbruik en drugsgebruik
- Sociale vaardigheden

In het praktijkexamen wordt met behulp van acteurs een praktijksituatie nagebootst, waarbij iedere afzonderlijke aspirant-portier dient op te treden. Dit optreden wordt beoordeeld door SVH.

### Legitimering
Nadat het examen tot horecaportier succesvol is doorlopen dient de horecaportier nog toestemming te verkrijgen van het ministerie van Justitie om als horecaportier te mogen werken. Bij het al dan niet verlenen van deze toestemming wordt bijvoorbeeld gekeken naar eventuele justitiële antecedenten (of men een strafblad heeft) en andere persoonlijke omstandigheden. Als de toestemming verleend is, ontvangt de horecaportier een blauw legitimatiebewijs. Dit dient men altijd bij zich te dragen en, volgens de tekst van de Wet op de particuliere beveiligingsorganisaties en recherchebureaus (WPBR), "op ieder redelijk verzoek" onmiddellijk te kunnen tonen, bijvoorbeeld bij controles van de politie.
Op het legitimatiebewijs staan, behalve de persoonsgegevens van de horecaportier, ook een aantal andere zeer belangrijke zaken vermeld. Zo staan op de voorzijde de naam en het vergunningsnummer van de werkgever vermeld, en dient op de achterzijde de specifieke functie (in dit geval ‘horecaportier’) te zijn ingevuld. Overigens mag de portier alleen werken voor de op het bewijs vermelde werkgever; voor werk bij een ander bedrijf dient opnieuw een pas te worden aangevraagd.
Het blauwe legitimatiebewijs wordt eveneens gebruikt voor voetbalstewards en Event Security Officers. Het is echter niet mogelijk om met een blauw legitimatiebewijs voor een bepaalde, hierboven genoemde, categorie werkzaamheden te verrichten uit een van de andere categorieën.